# Primera dama
La primera dama és, en determinats Estats, l'esposa del president o primer ministre d'aquest país, o si no n'hi ha, algú que compleix aquest rol en cerimònies oficials.
En països amb govern monàrquic, ja sigui absoluta o constitucional, el qualificatiu de primera dama no és utilitzat, ja que existeix el de reina consort. Tanmateix, quan en aquests països existeix un primer ministre que s'encarrega del govern, en alguns casos es fa ús del terme primera dama, o de vegades segona dama, per referir-se a la dona o cònjuge d'aquest.
El primer país a utilitzar el càrrec de primera dama va ser els Estats Units d'Amèrica, i degut probablement a la influència política i cultural d'aquesta nació, aquest s'ha estès a gairebé totes les repúbliques del món, incloent les d'Amèrica Llatina.
En alguns països, la primera dama ha de complir certes funcions de caràcter protocol·lari com acompanyant del President en viatges o recepcions oficials, i participar activament en institucions de govern, en general d'índole benèfica o social. Però, també depenent del país, s'enfoca en una causa en especial.
En canvi, ni a Catalunya ni a l'estat espanyol no és una figura regulada.